# Северин Кжеменєвський
Северин Юзеф Кжеменевський (пол. Seweryn Krzemieniewski; 4 січня 1871, Ковеси — 24 квітня 1945, Краків) — польський ботанік, професор і ректор Львівського університету (1931—1932).

## Життєпис
Закінчив гімназію в Сєдльцях (1890). Спочатку навчався на медичному факультеті Імператорського Варшавського університету (1892—1894), але перейшов на природничі науки. У 1895 році перевівся до Ягеллонського університету, де закінчив навчання у 1898 році й став демонстратором на кафедрі фізіології рослин. У 1900—1902 роках працював асистентом кафедри ботаніки у Сільськогосподарській академії в Дублянах. У 1902 році повернувся до Ягеллонського університету, де став асистентом кафедри фізіології рослин під керівництвом Еміля Годлевського (старшого). У 1905 році здобув ступінь доктора, а через чотири роки захистив габілітацію. Проходив також спеціалізовані стажування в Делфті та Лейпцигу.
З 1931 року був членом-кореспондентом, а з 1938 року — дійсним членом Польської академії знань. Від 1903 року співпрацював із Фізіографічною комісією Академії наук (з 1919 року — Польська академія наук).
У 1909—1919 роках був професором ботаніки Сільськогосподарської академії в Дублянах. З 1911 року керував Ботанічно-сільськогосподарською дослідною станцією у Львові. У 1919 році став професором Львівського університету. У 1923—1924 роках обіймав посаду декана факультету математики та природничих наук, а у 1931—1932 роках був ректором Університету Яна Казимира у Львові. З 1926 до 1939 року його асистентом був Валеріан Бентковський.
Під час радянської окупації Львова (1939—1941) продовжував наукову діяльність. У серпні 1940 року був гостем Всесоюзного комітету з науки СРСР у Москві.
У 1941 році працював годувальником здорових вошей в Інституті досліджень плямистого тифу та вірусів професора Рудольфа Вайгля у Львові, що дозволило йому, як і іншим співробітникам, уникнути німецьких репресій. У 1944 році оселився в Кракові. Працював в Інституті Одо Буйвіда і незадовго до смерті почав читати лекції з анатомії та фізіології рослин у Ягеллонському університеті.
Був активним учасником Польської ради охорони природи, належав до Чехословацької академії праці, Наукового товариства у Львові, а з 1934 року — до Наукового товариства у Варшаві. З 1937 року був президентом Польського ботанічного товариства. Ініціював створення заповідника степової флори в Кривчицях біля Львова. 11 листопада 1937 року нагороджений Командорським хрестом Ордену Відродження Польщі.
Автор близько 70 наукових праць з фізіології, мікробіології, сільського господарства, історії ботаніки та охорони природи. Займався питаннями підвищення врожайності лук і пасовищ у Карпатах і Татрах.
Помер у Кракові, похований на Раковицькому кладовищі (квартал XIVA-схід-28).
Дружиною Северина Кшеменевського з 1899 року була Гелена Юзефа з Хойновських — ботанік, мікробіолог, його багаторічна співробітниця, після Другої світової війни професор Вроцлавського університету.